# Алтарское сельское поселение
Алтарское сельское поселение — муниципальное образование в Ромодановском районе Республики Мордовия.
Административный центр поселения — село Алтары.
Алтарское сельское поселение расположено в его южной части района и граничит: на севере, северо-востоке и востоке с рабочим поселком Ромоданово; на западе с Анненковским сельским поселением; на юге с Лямбирским районом; на востоке с Мало-Березниковским сельским поселением; на юго-востоке с Белозерьевским сельским поселением.

## Административное устройство
Адрес: 431613, Республика Мордовия, Ромодановский район, с. Алтары, ул. Молодёжная, 16.
Глава сельского поселения: Кузяев Менир Хафизович.